# Quasi Andante
Le Quasi andante, op. 152, est une œuvre de la compositrice Mel Bonis, datant de 1928.

## Composition
Mel Bonis compose son Quasi Andante pour orgue et harmonium. L'œuvre, datée de 1928, est publiée par les éditions Carrara en 1933. Elle est rééditée sous le titre « Offertorio in do minore » en 1971 par la même édition, puis en 2011 par les éditions Armiane.

## Analyse
L'œuvre devait être réunie avec l'Élévation ou Communion en ré majeur. L'œuvre emploie un langage musical d'une grande modernité, ressemblant à celui des élèves des disciples de César Franck.
L'œuvre possède une forme tripartite de type ABA'. On trouve une présence de la modalité, notamment dans quelques fragments mélodiques, mais aussi dans les formules cadentielles. On trouve aussi cette modalité dans la présence de lignes de basses conjointes.

## Sources
- Étienne Jardin, Mel Bonis (1858-1937) : parcours d'une compositrice de la Belle Époque, 2020 (ISBN 978-2-330-13313-9 et 2-330-13313-8, OCLC 1153996478, lire en ligne)